# Money Trees
Ne doit pas être confondu avec Money tree.
« Money Trees » est une chanson du rappeur américain Kendrick Lamar, tirée de son premier album en studio sur un label majeur, Good Kid, MAAD City (2012). Apparaissant comme le cinquième titre de l'album et présente une apparition de son collègue Black Hippy, le rappeur américain Jay Rock et est produite par DJ Dahi. Il entre dans le classement Billboard Bubbling Under Hot 100 à la 19e place en raison du nombre élevé de téléchargements, après la sortie de l'album. La chanson, mixée par l'ingénieur du son de Top Dawg Derek "MixedByAIi" Ali, comprend des chœurs de la chanteuse américaine Anna Wise de Sonnymoon. Money Trees s'inspire de la chanson "Silver Soul" de Beach House, issue de leur album Teen Dream de 2010, ainsi que les voix de "Cartoon and Cereal" de Lamar et questionne les paroles de "Big Ballin' With My Homies" de E-40.
Le 2 juin 2015, Jay Rock sort la suite « Money Trees Deuce » en tant que disque solo sans la participation de Kendrick Lamar.

## Arrière-plan
« Money Trees » suit l'histoire de Good Kid, MAAD City, tandis que Kendrick Lamar réexamine ce qui s'est passé jusqu'à présent dans l'histoire. Il parle d'avoir eu des relations sexuelles avec son amour Sherane et d'en parler à ses amis. Il revois également sa situation actuelle dans sa ville natale , Compton, en Californie, réfléchissant à l'immortalisation de son oncle après avoir été abattu. À la fin du morceau, la mère de Lamar l'appelle à nouveau et lui demande de lui ramener sa voiture, un thème redondant. Son père oublie ce qu'il souhaite à présent, suggérant que Lamar « est sorti de la maison depuis un moment, qu'il se promène et essaye de comprendre sa vie, après être attaqué devant la maison de Sherane ».

## Clip musical
Le 28 août 2013, le réalisateur Taj Stansberry révèle qu'il commence le tournage du clip de "Money Trees" avec Lamar et Jay Rock. Stansberry, qualifie la chanson de sa chanson préférée de l'album, et déclare qu'après avoir obtenu le devoir de réaliser un montage pour la vidéo qui devait être livrée en un jour, il laisse tout tomber immédiatement et créé un site Web pour vendre l'idée à Lamar. Il ajoute : « J'ai commencé littéralement à 9 heures du matin et j'ai fini à 21 heures». La vidéo reste inédite.
Lamar interprète « Money Trees » aux côtés de Jay Rock lors du concert BET Experience au Staples Center de Los Angeles. Le duo interprète également souvent le morceau lors de la tournée mondiale Good Kid, mAAd de Lamar ainsi qu'au festival de musique South by Southwest en 2013. Le 15 octobre 2013, Lamar et Jay Rock interprète « Money Trees » aux BET Hip Hop Awards 2013. Le 4 juillet 2016, Lamar interprète « Money Trees » lors du barbecue organisé par le président Obama. Le 19 juin 2024, lors du spectacle Pop Out au Kia Forum, Lamar interprète le premier couplet de la chanson et fait lever Jay Rock pour interpréter son couplet.

## Accueil critique
La chanson a été acclamée par les critiques musicales et est largement considérée comme l'une des meilleures chansons de Lamar. XXL, dans sa critique parfaite de « XXL », a qualifié la chanson de « conte des ambitions d'un arnaqueur ». En 2021, Rolling Stone a classé le morceau au premier rang de sa liste des « 50 meilleures chansons de Kendrick Lamar ». Une liste similaire de 2017 de Complex l'a placé cinquième sur sa liste des « meilleures chansons de Kendrick Lamar », tandis que The Guardian l'a placé sixième sur sa liste 2022 des « 20 plus grandes chansons de Kendrick Lamar – classées ! »,.
Le morceau est particulièrement acclamé pour le couplet de Jay Rock. Le magazine Complex salue le couplet de Jay Rock, qualifiant son apparition en 2012, de la dixième meilleure des invités. Ils décrivent son vers comme « stellaire », ajoutant dans le vers que Rock « envisage une vie de criminalité contre une personne frappée par la misère ». Le magazine XXL a inclus le couplet dans sa liste 2019 des « 35 couplets invités hip-hop les plus emblématiques depuis 2000 », affirmant que Rock « la musique est jouée d'une voix vieillie par la pauvreté et poussée par la poursuite de la vie».

## Performance commerciale
Même sans être sortie en single, la chanson passera sept semaines dans le classement américain Billboard Bubbling Under Hot 100 Singles, atteignant la 19ème place.
Le 10 mai 2024, « Money Trees » est la chanson de l'album GKMC la plus diffusée sur spotify et le troisième album de Lamar le plus diffusé sur la plateforme.

## Graphiques
| Performance hebdomadaires                             |                      |
| Performances hebdomadaires pour « Money Trees »       |                      |
| Graphiques (2016-2023)                                | Plus haut classement |
| ----------------------------------------------------- | -------------------- |
| Australie (ARIA)                                      | 43                   |
| Global 200 (Billboard)                                | 87                   |
| Lettonie (LAIPA)                                      | 11                   |
| Lituanie (AGATA)                                      | 18                   |
| Nouvelle-Zélande (Recorder Music NZ)                  | 24                   |
| Royaume-Uni Hip-Hop/R&B (OCC)                         | 29                   |
| États-Unis Bubbling Under Hot 100 Singles (Billboard) | 19                   |
| États-Unis Hot R&B/Hip-Hop Songs (Billboard)          | 35                   |

| Graphiques de fin d'année                             |          |
| Performances de fin d'année 2022 pour « Money Trees » |          |
| Graphique (2022)                                      | Position |
| ----------------------------------------------------- | -------- |
| Lituanie (AGATA)                                      |          |

| Performances des graphiques de fin d'année 2023 pour « Money Trees ». |          |
| Graphique (2023)                                                      | Position |
| --------------------------------------------------------------------- | -------- |
| Australie (ARIA)                                                      | 89       |
| Global 200 (Billboard)                                                | 166      |
| Nouvelle-Zélande (Recorded Music MZ)                                  | 36       |

## Certifications
| Pays                       | Certification | Unités/champs certifiés |
| -------------------------- | ------------- | ----------------------- |
| Australie (ARIA)           | 7x Platine    | 490,000                 |
| Brésil (Pro-Música Brasil) | 2x Platine    | 120,000                 |
| Danemark (IFPI Danmark)    | Platine       | 90,000                  |
| Allemagne (BVMI)           | Or            | 150,000                 |
| Italie (FIMI)              | Or            | 50,000                  |
| Nouvelle-Zélande (RMNZ)    | 6x Platine    | 180,000                 |
| Portugal (AFP)             | Platine       | 20,000                  |
| Espagne (PROMUSICAE)       | Or            | 30,000                  |
| Royaume-Uni (BPI)          | Platine       | 600,000                 |
| États-Unis (RIAA)          | Platine       | 1,000,000               |

Les chiffres des ventes et du streaming sont basés sur la seule certification.
| Streaming                                                                                 |    |           |
| ----------------------------------------------------------------------------------------- | -- | --------- |
| Grèce (IFPI Greece)                                                                       | Or | 1,000,000 |
| Les chiffres relatifs à la diffusion en streaming ne sont basés que sur la certification. |    |           |